# 김영균 (교육인)
김영균(한국 한자: 金泳均, 1966년 11월 13일~)은 대한민국의 전직 기업인 출신으로 전직 정치인 출신이자 사진가 겸 수필가 출신의 대학 교수 겸 교육인이었다.
그의 본관은 김해(金海)이고, 신헌 김봉호(전직 국회부의장)의 막내아들인 그는, 배우 장진영(2009년 병사)의 부군(夫君)이기도 하다. 독실한 가톨릭 신자인 그는 지난날 한때 나상기, 장진영, 김경록 등과 함께 국민의당에서 간부급 아웃사이더로도 유명하였다.

## 이력

### 주요 경력
- 삼성건설 상무이사(2001년 퇴임).
- 새천년민주당 당무위원(2001년 입당 ~ 2002년 퇴임 및 탈당).
- 두영무역 대표이사 CEO 사장(2002년 취임).
- 중앙대학교 경영학과 겸임교수.
- 경희사이버대학교 경영학과 겸임교수.
- 세종사이버대학교 경영학과 겸임교수.
- 국민의당 정치혁신특별위원회 상임위원(2016년 2월 17일).
- 국민의당 당무위원(2016년 6월 3일).
- 국민의당 당무위원 사퇴 및 국민의당 탈당(2018년 2월 9일).

## 학력
- 의정부국교 졸업
- 마포중학교 졸업
- 경성고등학교 졸업
- 중앙대학교 사진학과 학사
- 미국 일리노이 주립대학교 대학원 경영학과 경영학 석사

## 저서

### 수필
- 《그녀에게 보내는 마지막 선물》(2009년)